# Guadalajara (Costa Rica)
Pour les articles homonymes, voir Guadalajara.
Guadalajara est un village du Costa Rica situé dans la province de Guanacaste dans le canton de Tilarán au bord du lac Arenal.